# Charlotte Motor Speedway

Bankarta.

Charlotte Motor Speedway, tidigare Lowe's Motor Speedway, är en amerikansk racerbana i Concord utanför Charlotte, North Carolina, USA. Den började byggas 1959 och invigdes med en Nascar-tävling den 19 juni 1960.
Läktarna tar 140 000 åskådare och banan används främst för Nascar.

## Banan
Banan är en typisk 2,4 kilometer lång oval med hög banking (24° i kurvorna och 5° på rakorna). Banan används för till exempel Nascar. Den är ökänd för ojämn asfalt, vilket gör att bilar ofta får däckproblem på banan, vilket även gör den fysisk att köra i Nascar. Att loppen är så långa på banan gör den ännu mer svårbemästrad.

## Tävlingar
Charlotte Motor Speedway håller två tävlingar i Nascar Cup Series varje år, plus ett allstarrace veckan innan den första mästerskapstävlingen. De två tävlingarna heter Coca-Cola 600 och Bank of America Roval 400. Den förstnämnda är det längsta nonstoppracet med bara en förare som kör hela tävlingen, med sin längd på 970 kilometer. Indy Racing League körde på banan i slutet av 1990-talet, men tre åskådare dog under tävlingen 1999, på grund av flygande vrakdelar, vilket fick IRL att lämna banan.

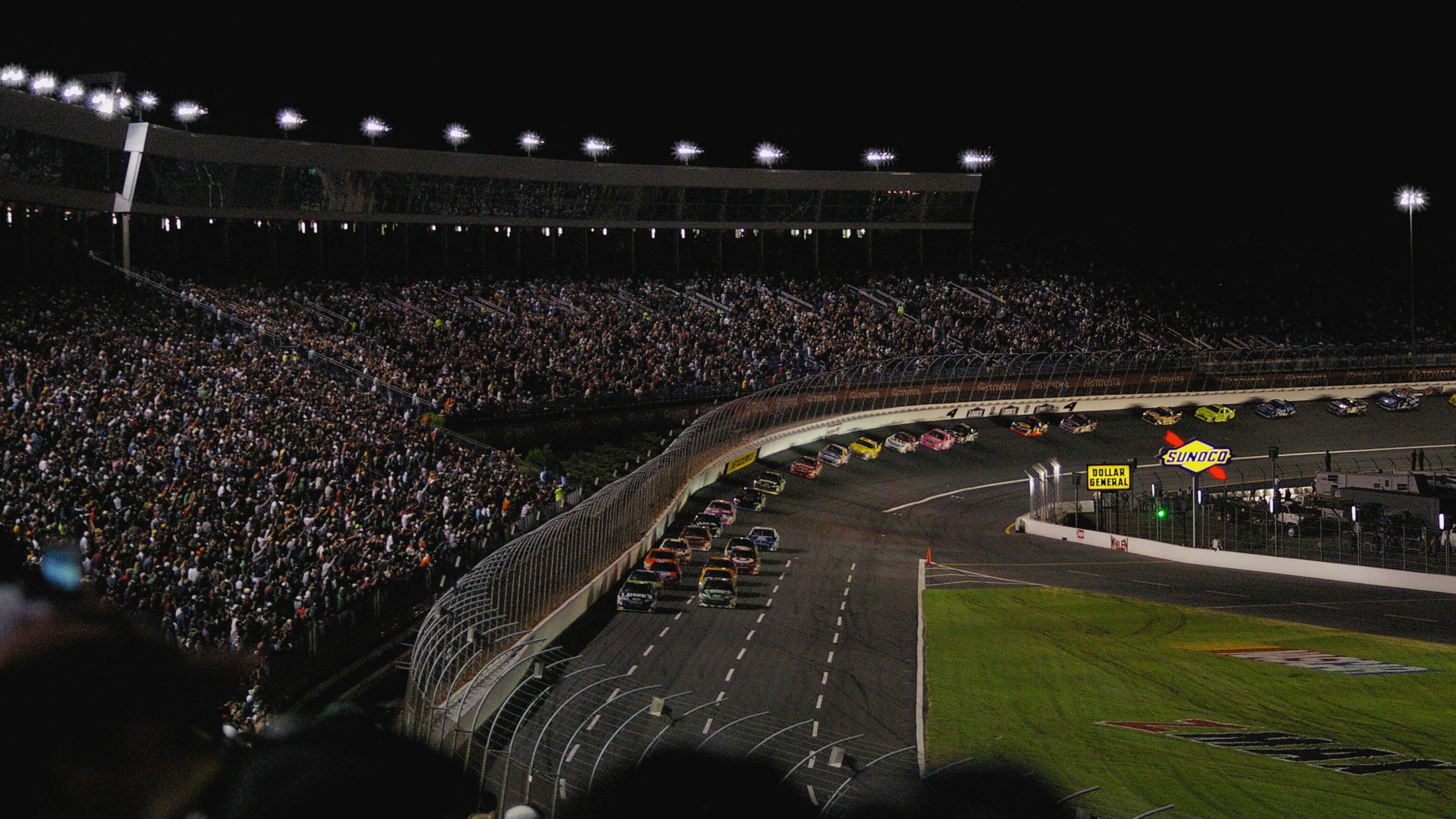
Nascar Sprint Cup på Charlotte Motor Speedway 2008.